# Modderena albicosta
Modderena albicosta är en insektsart som beskrevs av Naudé 1926. Modderena albicosta ingår i släktet Modderena och familjen dvärgstritar. Inga underarter finns listade i Catalogue of Life.